# 弦楽五重奏曲 (ブルッフ)
マックス・ブルッフが作曲した弦楽五重奏曲は2曲存在する。両者ともに1918年に書き上げられている。

## 概要
ブルッフは、同世代の有名作曲家ヨハネス・ブラームスとは対照的に室内楽曲を苦手としていた。「3曲の弦楽四重奏曲を書くよりも3曲の大きなオラトリオを書くほうが気が楽です」と出版社ジムロックに打ち明けているほどで、事実ブルッフは10代から20代前半にかけて何曲かを書いて以来、ほとんどこのジャンルを手掛けていなかった。
晩年の1918年から1920年にかけて、ヴィリー・ヘスとの交流を通じて2曲の弦楽五重奏曲と弦楽八重奏曲が書かれることとなった。これらは持ち前の美しい旋律が清新な響きとともにのびのびと発揮され、ブルッフの創作力の最後の輝きというのにふさわしい生気に満ちた作品である。また、ヘスとその生徒たちが合奏することを念頭において書かれたため、各曲の第1ヴァイオリンには主導的な立場が与えられているのが特徴的である。
なお、この3曲は第二次世界大戦の戦火によって紛失したと思われていたが、すべて後に発見され、出版されるに至った。

## 編成
- ヴァイオリン2、ヴィオラ2、チェロ

ヴォルフガング・アマデウス・モーツァルトやフェリックス・メンデルスゾーン、ブラームスの弦楽五重奏曲と同様の編成である。

## 弦楽五重奏曲 イ短調
1918年11月から12月にかけて作曲された。譜面はおそらくヘスに贈られたと考えられ、ブルッフの告別式でも演奏された記録がみられるが、その後出版されないままに自筆譜が紛失したため、前述の通り作品は失われたものと考えられていた。
しかし、ブルッフの義理の娘ガートルード・ブルッフ（長男マックス・フェリクスの妻）が筆写した総譜とパート譜が1988年にBBCの書庫から発見され、1991年に出版された。この筆写は3曲同時に1937年に行われたもので、ブルッフの生誕100周年に向けBBCで放送する作品を決定するための試演に使われたものと考えられている。
4楽章からなり、演奏時間は約25分。
- 第1楽章 Allegro
イ短調、4/4拍子。ソナタ形式。第1ヴァイオリンが静かに歌う、減七度音程が印象的な第一主題で始まる。力強いトゥッティに続き、伸びやかな第二主題がヘ長調で提示される。展開部は主に第一主題を扱う。第一主題の再現は簡略化され、第二主題と小結尾がイ長調で続き、イ短調のコーダで力強く終わる。
- 第2楽章 Allegro molto
ハ長調、6/8拍子。メンデルスゾーンを思わせる活発なスケルツォ。シンコペーションが特徴的な第一主題部にその動機を扱った第二主題部が続く、この流れが2回行われる。
- 第3楽章 Adagio non troppo
ホ長調、4/4拍子。三部形式。1916年に作曲された弦楽合奏のための『スウェーデンの旋律によるセレナード』の第4楽章を編曲したものである。ヴィオラのH音が敬虔な主題を導き出し、これが変奏を加えながら取り扱われていく。
- 第4楽章 Allegro
イ長調、3/4拍子。ロンドソナタ形式による開放的なフィナーレ。誇らしげな第一主題となだらかな第二主題からなり、明るい終結を迎える。

## 弦楽五重奏曲 変ホ長調
イ短調の五重奏曲と同時期に作曲された。同様に長らく失われたものと思われていたが、ガートルードが筆写した譜面が個人の蔵書から発見され、2008年に初演と出版が行われた。
4楽章からなり、演奏時間は約19分（筆写譜の書き込みでは17分）。
- 第1楽章 Andante con moto
変ホ長調、6/8拍子。交響曲第1番の遠いエコーであるEsのペダル音の上に十六分音符が滔々と流れる。この動機と、分散和音を基にしたゆるやかな動機（交響曲第1番に組み込まれる予定だった断章から取られたものと言われる）を用いて楽章は組み上げられている。終止せずに次の楽章に切れ目なく続く。
- 第2楽章 Allegro
ロ短調、2/4拍子。ソナタ形式。第一主題は上行アルペジオによるもの、第二主題はスタッカートの連続するもので、どちらも第1ヴァイオリンの技巧が発揮される。展開部は長期間ハ短調に傾く。再現部では第二主題がロ長調となり、その勢いを保って華やかに終わる。
- 第3楽章 Andante con moto
ト長調、4/4拍子。複合二部形式、あるいは展開部を欠いたソナタ形式。コラール風の第一主題がひとしきり歌われたあと、クラリネットとヴィオラのための二重協奏曲の第1楽章から取られた第二主題が、ヴィオラのピッツィカートに乗ってロ長調で現れる。二つの主題がト長調で再現され、しめやかに終わる。
- 第4楽章 Andante con moto - Allegro ma non troppo vivace
変ホ長調、6/8拍子‐4/4拍子。序奏を持つソナタ形式。第1楽章を回想する序奏はト長調に始まり、すぐに変ホ長調へと繋がる。主部に入ると、交響曲第3番の第4楽章から取られたおおらかな第一主題が提示される。ほどなく音楽は精力的になり、第二主題が現れる。形通りに展開部と再現部（両主題は変ホ長調で現れる）が続き、アーメン終止する和音で力強く終わる。